# 欧仁·奥利维耶
欧仁·奥利维耶（法語：Eugène Olivier，1881年9月17日—1964年5月5日），生于巴黎，法国男子击剑运动员。他曾获得1908年夏季奥运会击剑比赛男子重剑团体金牌和男子重剑个人铜牌。